# Clásica Jaén Paraiso Interior 2023
La Clásica Jaén Paraiso Interior 2023, seconda edizione della corsa e valida come evento dell'UCI Europe Tour 2023 categoria 1.1, si svolse il 13 febbraio 2023 su un percorso di 178,9 km, con partenza da Úbeda e arrivo a Baeza, in Spagna. La vittoria fu appannaggio dello sloveno Tadej Pogačar, il quale completò il percorso in 4h36'41", alla media di 38,795 km/h, precedendo il britannico Ben Turner e il belga Tim Wellens.
Sul traguardo di Baeza 60 ciclisti, dei 112 partiti da Úbeda, portarono a termine la competizione.

## Squadre e corridori partecipanti
| N.    | Cod. | Squadra                  |
| ----- | ---- | ------------------------ |
| 1-7   | AST  | Astana Qazaqstan Team    |
| 11-17 | MOV  | Movistar Team            |
| 21-27 | UAE  | UAE Team Emirates        |
| 31-37 | IPT  | Israel-Premier Tech      |
| 41-47 | IGD  | Ineos Grenadiers         |
| 51-57 | Q36  | Q36.5 Pro Cycling Team   |
| 61-67 | LTD  | Lotto Dstny              |
| 71-77 | ICW  | Intermarché-Circus-Wanty |

| N.      | Cod. | Squadra                |
| ------- | ---- | ---------------------- |
| 81-87   | BBH  | Burgos-BH              |
| 91-97   | COF  | Cofidis                |
| 101-107 | EKP  | Equipo Kern Pharma     |
| 111-117 | CJR  | Caja Rural-Seguros RGA |
| 121-127 | EUS  | Euskaltel-Euskadi      |
| 131-137 | TBF  | Team Flanders-Baloise  |
| 141-147 | ARK  | Team Arkéa-Samsic      |
| 151-157 | EHE  | Electro Hiper Europa   |

## Ordine d'arrivo (Top 10)
| Pos. | Corridore        | Squadra     | Tempo    |
| ---- | ---------------- | ----------- | -------- |
| 1    | Tadej Pogačar    | UAE         | 4h36'41" |
| 2    | Ben Turner       | Ineos       | a 49"    |
| 3    | Tim Wellens      | UAE         | s.t.     |
| 4    | Marc Hirschi     | UAE         | a 1'17"  |
| 5    | Andreas Kron     | Lotto       | s.t.     |
| 6    | Ben Tulett       | Ineos       | s.t.     |
| 7    | Lorenzo Rota     | Intermarché | s.t.     |
| 8    | Georg Zimmermann | Intermarché | a 1'31"  |
| 9    | Warren Barguil   | Arkéa       | s.t.     |
| 10   | Gorka Izagirre   | Movistar    | s.t.     |